# Mikułowa
Mikułowa (niem. Nikolausdorf) – wieś w Polsce położona w województwie dolnośląskim, w powiecie zgorzeleckim, w gminie Sulików. 

## Położenie
Mikułowa to niewielka wieś o długości około 0,8 km, leżąca na Pogórzu Izerskim, na granicy Równiny Zgorzeleckiej i Wysoczyzny Siekierczyńskiej. Miejscowość leży przy starym trakcie łączącym Żytawę z Lubaniem.

## Podział administracyjny
W latach 1975–1998 miejscowość administracyjnie należała do województwa jeleniogórskiego.

## Historia
Początki Mikułowej nie są znane, wiadomo tylko, że została założona przez kolonistów niemieckich później niż sąsiednie wsie. Na początku XIX wieku miejscowość dzieliła się na dwie części: górną i dolną, w każdej z nich był folwark, a w Mikułowej Górnej powstał też pałac. W 1840 roku było tu 40 domów, szkoła ewangelicka z nauczycielem, młyn wodny, gospoda, 4 warsztaty bawełniane i 2 torfiarnie. W 1865 roku zbudowano linię kolejową ze Zgorzelca do Lubania i dworzec kolejowy (Mikułowa (stacja kolejowa)), co spowodowało znaczne zwiększenie liczby mieszkańców i pojawienie się przemysłu, między innymi powstała tu mleczarnia i cegielnia.
W 1978 roku były tu 52 gospodarstwa rolne, w 1988 roku ich liczba zmalała do 22.

## Zabytki
Do wojewódzkiego rejestru zabytków wpisany jest:
- zespół pałacowy (nr 27)
  - pałac, powstał w drugiej połowie XVIII w. Przebudowano go i zmieniono mu wystrój w 1886 r. Przeszedł także rozbudowę w 1925 r.[6] Jest neorenesansowy, zbudowany na planie czworoboku. Ma dwie kondygnacje z mieszkalnym poddaszem. Pokryty jest mansardowym dachem z lukarnami. We wnętrzu interesujące są zwłaszcza główny hol i reprezentacyjna klatka schodowa, noszące cechy neomanieryzmu niderlandzkiego. Do dzisiaj zachowały się także część stolarki neorenesansowej i witraż. Pałac kupiła prywatna osoba, która chce tu w przyszłości stworzyć ośrodek wypoczynkowy dla osób powyżej 50 roku życia[6]
  - park, z XVIII–XX w.

## Elektroenergetyka
W Mikułowej znajduje się oddana do eksploatacji w roku 1963 stacja elektroenergetyczna 400/220/110 kV Mikułowa (na zdj. poniżej), przez którą wychodzi energia elektryczna produkowana w elektrowni Turów. Stacja była pierwszą w Polsce rozdzielnią pracującą na napięcie 400 kV. W latach 2014–2020 została zmodernizowana i przebudowana. Instalacja słupowa starej linii Mikułowa–Czarna została zdemontowana w 2021 roku.